# Mathew Batsiua
Mathew Batsiua, né le 27 mai 1971, est un homme politique nauruan.

## Biographie
Élu député de la circonscription de Boe au Parlement national aux élections d'octobre 2004, il siège sur les bancs de l'opposition. Il est réélu aux élections d'août 2007. En décembre 2007 advient un changement de gouvernement provoqué par des députés rejoignant l'opposition ; Marcus Stephen devient Président de la République, et nomme Batsiua à son gouvernement. Il conserve son siège et son poste à la suite des élections d'avril 2008 et celles d'avril et de juin 2010. Sous la présidence de Marcus Stephen, Batsiua est conjointement ministre de la Santé, de la Justice et des Sports,,.
Le 10 novembre 2011, à la suite de la démission du Président Stephen, il est nommé ministre des Affaires étrangères par le nouveau Président Frederick Pitcher, succédant à Kieren Keke. Le 15 novembre, le gouvernement Pitcher est renversé par une motion de censure, et un nouveau gouvernement est formé ; le nouveau Président Sprent Dabwido se nomme lui-même ministre des Affaires étrangères.
[section intermédiaire à remplir]
Le 16 juin 2015, plus de trois cents personnes manifestent à Nauru pour demander la levée de la suspension des cinq députés d'opposition, dont Batsiua, interdits d'entrée au Parlement depuis plus d'un an pour avoir critiqué le gouvernement. Le gouvernement de Baron Waqa décrit la manifestation comme une émeute, affirmant que les manifestants ont brisé des vitres du Parlement et blessé dix policiers en leur jetant des pierres. Batsiua est arrêté et placé en détention pour être entré dans l'enceinte du Parlement.
Il est battu d'une vingtaine de voix lors des élections législatives de juillet 2016, et perd ainsi le siège dont il était suspendu depuis plus de deux ans.
Le 13 septembre 2018, le juge Geoffrey Muecke met un terme à son procès et à celui des dix-huit autres accusés, dont Sprent Dabwido et Squire Jeremiah. Le juge explique que le gouvernement de Baron Waqa a rendu impossible la tenue d'un procès équitable, le ministre de la Justice David Adeang ayant tenté d'empêcher les accusés d'avoir accès à un avocat, et ayant déclaré ouvertement que le gouvernement ferait le nécessaire pour qu'ils soient emprisonnés. Le juge note également que le gouvernement a fait pression sur les entreprises du pays pour que le accusés ne puissent pas trouver d'emploi. Geoffrey Muecke accuse David Adeang de s'être livré à « un affront honteux à l'État de droit ».
Il se présente à nouveau sans succès aux élections législatives d'août 2019. À l'initiative du nouveau gouvernement de Lionel Aingimea, qui s'inscrit dans la continuité de celui de Baron Waqa, la Cour suprême de Nauru ré-initie en novembre le procès contre les « Dix-Neuf de Nauru »,. Jugés sans avoir accès à un avocat, Mathew Batsiua et ses co-accusés sont déclarés coupables d'émeute par la Cour suprême, nouvellement présidée par le Fidjien Daniel Fatiaki, le 11 décembre. Mathew Batsiua est condamné à onze mois de prison, et ses co-accusés à des peines allant de trois à huit mois de prison. Il sort de prison en avril 2020.